# Конрад I фон Ербах
Конрад I фон Ербах (на немски: Konrad I, Schenk von Erbach; * пр. 1251; † сл. 1290/1291) е наследствен шенк на Ербах в Ербах в Оденвалд.

## Произход и наследство
Той е син на Филип фон Ербах‎ († 1245/1251), министър на пфалцграфа при Рейн, и съпругата му. Внук е на Герхард I фон Ербах († 1223), шенк на крал Хайнрих VI (1196 – 1221). Брат е на шенк Еберхард III фон Ербах († 1269) и Герхард II фон Ербах († пр. 1255).
Малко след 1200 г. територията около Райхелсхайм и замъкът принадлежи на шенките фон Ербах. През 1270 г. Ербахите правят първата подялба, от която се създават трите линии:
- Стара линия Ербах-Ербах (до 1503)
- Средна линия Ербах-Райхенберг (Фюрстенау)
- Млада линия Ербах-Михелщат (до 1531)

## Фамилия
Конрад I фон Ербах има двама сина:
- Еберхард V фон Ербах-Ербах († 1303), шенк на Ербах-Ербах, женен за Агнес фон Бройберг († 10 юни 1302)
- Енгелхард фон Ербах-Ербах († 26 ноември 1318 – 1319), капитулар във Вюрцбург и Шпайер